# Anta, Mexiko
Anta är en ort i Mexiko.   Den ligger i kommunen Cunduacán och delstaten Tabasco, i den sydöstra delen av landet, 600 km öster om huvudstaden Mexico City. Anta ligger 17 meter över havet och antalet invånare är 785.
Terrängen runt Anta är mycket platt. Runt Anta är det ganska tätbefolkat, med 160 invånare per kvadratkilometer. Närmaste större samhälle är Cunduacán, 6,3 km sydväst om Anta. Trakten runt Anta består till största delen av jordbruksmark.